# Ферруччо Паррі
Ферруччо Паррі (італ. Ferruccio Parri; 19 січня 1890, Пінероло, Італія — 8 грудня 1981, Рим) — Голова Ради Міністрів Італії і міністр внутрішніх справ з 21 червня по 8 грудня 1945 року.

## Біографія
Народився в П'ємонті. У 1914—1918 роках служив в армії. Після встановлення фашизму активно виступав проти режиму Беніто Муссоліні. У 1943—1945 роках очолював партизанський рух проти муссолінієвської республіки Сало в Північній Італії, був також головою Комітету національного визволенення.
Після закінчення війни і відставки Іваное Бономі з посади прем'єр-міністра Паррі сформував уряд за участю своєї Партії Дії (Partito d'Azione), а також християнських демократів, комуністів, соціалістів і Ліберальної партії. Після того, як остання вийшла з урядової коаліції, він був вимушений піти у відставку.
Після війни став одним з творців Республіканської партії, потім — Народного союзу.
У 1958 році Паррі запропонував створити парламентську комісію для боротьби із сицилійською мафією, але ця пропозиція була відхилена парламентом, а в 1961 році — Сенатом. Втім, в 1962 році комісія все ж була сформована, і Паррі став її членом. У 1963 році президент Італії Джузеппе Сарагат призначив Паррі довічним сенатором. У Сенаті Паррі приєдналося до Незалежної лівої групи і був її головою впродовж багатьох років. Похований в Генуї.